# Marcel Chauvin
Marcel Chauvin est un prélat catholique français né le 26 avril 1914 à Couëron et mort le 2 juillet 2004 à Valence.

## Biographie
Marcel Pierre Marie Chauvin est le fils de Louis-Marie Chauvin, meunier à la Pâquelais et à la Marcillière (Savenay), mort pour la France en 1918, et de Jeanne Leray.
Ordonné prêtre pour la Congrégation du Très Saint Rédempteur le 29 août 1939, il est évêque du diocèse de Fada N'Gourma (de) de 1964 à 1979.
Il prend part aux travaux du IIe concile œcuménique du Vatican.